# シリアコ・エラスティ
シリアコ・エラスティ・シウナガ（Ciriaco Errasti Siunaga, 1904年8月8日 - 1984年11月8日）は、スペイン・バスク州エイバル出身の元同国代表サッカー選手。現役時代のポジションはDF。

## 経歴
1925年にデポルティーボ・アラベスに加わり、6年間プレーした。アラベスではジャシント・キンコセスと共に堅守を誇り、1929-30シーズンには2部リーグ優勝、トップリーグ昇格に貢献した。その後、その守備力に目をつけたレアル・マドリードが2人を獲得した。因みに、2人のディフェンダーを失ったアラベスは1932-33シーズンに降格してしまった。レアル・マドリードでは守備陣にスペイン代表のリカルド・サモラも加わり、同クラブ初となるリーグ優勝やコパ・デル・レイを獲得した。
スペイン代表としてアムステルダムオリンピックや1934 FIFAワールドカップにも出場している。